# Saint-Bonnet-en-Champsaur
Saint-Bonnet-en-Champsaur es una comuna nueva francesa situada en el departamento de Altos Alpes, de la región de Provenza-Alpes-Costa Azul.

## Historia
Fue creada el uno de enero de 2013, en aplicación de una resolución del prefecto de Altos Alpes de 9 de noviembre de 2012 con la unión de las comunas de Bénévent-et-Charbillac, Les Infournas y Saint-Bonnet-en-Champsaur, pasando a estar el ayuntamiento en la antigua comuna de Saint-Bonnet-en-Champsaur.

## Demografía
| Gráfica de evolución demográfica de Saint-Bonnet-en-Champsaur entre 1800 y 2014 |
|                                                                                 |

Los datos entre 1800 y 2014 son el resultado de sumar los parciales de las dos comunas que forman la nueva comuna de Saint-Bonnet-en-Champsaur, cuyos datos se han cogido de 1800 a 1999, para las comunas de Bénévent-et-Charbillac, Les Infournas y Saint-Bonnet-en-Champsaur de la página francesa EHESS/Cassini. Los demás datos se han cogido de la página del INSEE.

## Composición
| Comuna                    | Código INSEE | Población (2013) | Superficie (km²) | Densidad (hab./km²) |
| ------------------------- | ------------ | ---------------- | ---------------- | ------------------- |
| Bénévent-et-Charbillac    | 05020        | 274              | 12.15            | 23                  |
| Les Infournas             | 05067        | 28               | 8.69             | 3                   |
| Saint-Bonnet-en-Champsaur | 05132        | 2047             | 15.01            | 136                 |